# جاكي أبوت
جاكي أبوت (بالإنجليزية: Jacqui Abbott)‏ هي مغنية بريطانية، ولدت في 10 نوفمبر 1973 في سانت هلنز في المملكة المتحدة.

## وصلات خارجية
- جاكي أبوت على موقع ميوزك برينز (الإنجليزية)
- جاكي أبوت على موقع ديسكوغز (الإنجليزية)